# Diablo II
Diablo II — компьютерная игра в жанре Action/RPG («hack and slash»), разработанная американской компанией Blizzard North и выпущенная Blizzard Entertainment для Windows и Mac OS в 2000 году. Это вторая часть серии Diablo, продолжающая события игры Diablo (1996). В соответствии с сюжетом игры, выполненной в духе тёмного фэнтези, вымышленный мир Санктуарий подвергается нашествию демонов, которым противостоит управляемый игроком персонаж. Как и предыдущая игра серии, Diablo II содержит упрощенный по сравнению с компьютерными ролевыми играми, но увлекательный геймплей, предлагая игроку уничтожать толпы противников и вознаграждая его приростом характеристик и предметами экипировки для персонажа. Игра была концептуализирована и разработана Дэвидом Бревиком и Эрихом Шефером, которые вместе с Максом Шефером выступали в качестве руководителей проекта. Продюсерами были Мэтью Хаусхолдер и Билл Роупер.
Diablo II получила очень высокие оценки игровой прессы и стала одной из наиболее продаваемых игр 2000 года: за первый год было продано 4 млн копий игры, из которых 1 млн был продан в течение двух первых недель с момента релиза. В 2001 году было выпущено дополнение под названием Diablo II: Lord of Destruction, добавляющее в игру новые классы персонажей, предметы и уровни. Игра сохраняла свою популярность и в последующие годы, в том числе благодаря многопользовательской составляющей, позволяющей нескольким игрокам играть в кооперативном режиме. Она также стала образцом для подражания для многих последующих игр в том же жанре, например Dungeon Siege или Divine Divinity. Игра-продолжение — Diablo III — вышла в 2012 году.
В сентябре 2021 года был выпущен ремастер игры под названием Diablo II: Resurrected — осовремененная, технически более совершенная версия, включающая контент оригинальной игры и дополнения Lord of Destruction.

## Игровой процесс
Игроку в начале игры на выбор предоставляется несколько классов персонажей, каждый из которых отличается своим набором умений, начальных характеристик (обычные для RPG Сила, Ловкость, Выносливость и Энергия) и доступного оружия и доспехов. Основной сюжетной целью игры является уничтожение главного монстра — Диабло, после чего персонаж получает доступ к более высокому уровню сложности.
Игровой процесс представляет собой классический Action/RPG:
- Толпы монстров, которых игрок убивает в больших количествах, получая за это:
  - Опыт (для получения следующего уровня);
  - Деньги (для найма наёмников, покупки снаряжения, эликсиров и прочих необходимых вещей);
  - Вещи (от оружия и брони до эликсиров и магических рун).
- Боссы, которых необходимо убивать для прохождения сюжетной линии.
- Торговля оружием, доспехами и прочими вещами, «выбитыми» из врагов или найденными в бочонках, тайниках, могилах и т. п.
- Получение опыта, что влечёт за собой получение нового уровня, что, в свою очередь, даёт возможность изучить новый или улучшить старый навык и поднять характеристики.
- Прохождение сюжетной линии. Сюжет подаётся при помощи:
  - Разговоров с NPC;
  - Видеороликов в начале игры, в конце её, в переходах между актами.

В оригинальной Diablo II на выбор представлены пять классов персонажей: Амазонка, Некромант, Варвар, Колдунья и Паладин. В дополнении Diablo II: LoD были добавлены ещё два класса: Убийца и Друид.
Для того, чтобы добраться до Диабло, необходимо последовательно пройти 4 акта. Каждый акт начинается в соответствующем городе, где главный герой от NPC получает информацию о заданиях, выполнение которых приводит к прохождению Акта. Города Актов: Лагерь бродяг, Лут Голейн, Доки Кураста, Крепость Столпотворения.

### Особенности игры
В игре присутствуют три характерные особенности:
- Хорадрический Куб — с помощью этой вещи можно преобразовывать одни предметы в другие, а также при сочетании определённых компонентов создавать новое более мощное оружие или броню.
- Генератор случайной местности — в начале новой сессии игры создаются различные расположения объектов на карте, врагов, подземелий. Данная черта была унаследована ещё из предыдущей первой игры Diablo.
- Вэйпойнты — система статичных телепортов, позволяющая игроку быстро перемещаться между городами и локациями.

### Уровни сложности
В Diablo II три уровня сложности: Normal (нормальный), Nightmare (кошмар) и Hell (ад). С увеличением уровня сложности увеличиваются основные характеристики монстров, такие как живучесть, сила, броня, наносимый урон, сопротивляемость магии. У уникальных монстров повышается количество способностей. Также увеличивается количество опыта, дающееся за убийства монстров, и улучшаются характеристики предметов, которые могут выпадать при их смерти. Помимо этого, с повышением уровня сложности у персонажа понижается сопротивляемость к ущербу от стихий (огонь, холод, молния, яд): на Nightmare — 20 %, Hell — 50 %.
При прохождении игры на разных уровнях сложности персонаж получит соответствующие звания: Sir/Dame, Lord/Lady, Baron/Baroness. При игре в режиме Hardcore персонаж будет получать звания Count/Countess, Duke/Duchess и King/Queen соответственно.
Hardcore-персонаж отличается от обычного тем, что в случае его смерти им нельзя продолжить игру, то есть он умирает только один раз и навсегда. А обычный персонаж в случае смерти теряет часть опыта (если умрет на уровнях сложности "Кошмар" или "Ад"), полученного персонажем на текущем уровне, но персонаж может продолжить играть.

### Классы персонажей
Diablo II позволяет игроку выбирать между пятью различными классами персонажей: Амазонкой, Некромантом, Варваром, Волшебницей и Паладином. У каждого персонажа есть свои сильные и слабые стороны, а также наборы навыков на выбор, а также различные начальные атрибуты. Максимальный уровень, который может получить любой персонаж — 99.
- Амазонка родом с островов Морей-близнецов, что недалеко от границы Великого океана. Её клан является соперником Сестёр Слепого Ока (известных как Разбойники). Амазонка сродни Разбойнику из Diablo: оба в основном используют луки, и в равной степени используют силу и магию, однако Амазонка также может использовать обычные копья и метательные копья. Многие из её защитных навыков носят пассивный характер, особенно Уклонение, Уворот и Избегание.[6] Озвучена Джессикой Страус[англ.].[7]
- Некромант — универсальный заклинатель, специализирующийся на магии связанной со смертью. Некроманты являются жрецами культа Ратмы из восточных джунглей. Его навыки призыва позволяют ему поднимать скелетов, создавать големов и воскрешать мёртвых монстров, чтобы те сражались рядом с ним. Некромант обладает мощными отравляющими заклинаниями, которые быстро истощают жизнь поражённых монстров. Он также обладает заклинаниями костей, которые наносят непосредственный урон противникам, минуя большинство сопротивлений. Его Проклятия также поражают врага изнурительными болезнями с эффектом статуса, сея замешательство и хаос в их рядах.[8] Озвучен Майклом Макконахи[англ.].[7]
- Варвар — мощный боец ближнего боя из предгорных степей Арреата. Он является экспертом в бою на передовой, способен выдержать большое количество урона и является единственным классом, способным к ведению боя с оружием в каждой руке. Его навыки боевого мастерства позволяет ему специализироваться на различных видах оружия, а также пассивно увеличивать сопротивление, скорость и защиту. Его боевые кличи резко повышают боевую эффективность всей группы либо ослабляют врагов. В его распоряжении множество боевых умений, большинство из которых сосредоточены на увеличении урона по одной цели, а некоторые также дают ему значительный прирост атлетизма, позволяющий ему прыгать на огромные расстояния и преодолевать пропасти и реки.[9] Озвучен Дэвидом Томасом.[7]
- Волшебница родом из мятежного ковена женщин-ведьм, которые вырвали секреты использования магии у кланов магов, где доминировали мужчины. Она может использовать заклинания льда, молнии и огня. Почти все эти навыки по своей природе носят атакующий характер, окружая противника уроном от стихий. Её умения «Льда» могут замораживать врагов, обходя сопротивление, но наносят меньше урона, чем молния или огонь. Заклинание телепортации волшебницы позволяет ей мгновенно переместиться в новое место, что делает её очень трудной мишенью. Сильная сторона Волшебницы — её разрушительные заклинания и скорость их чтения; её слабость — относительно низкое количество здоровья и защита.[10] Озвучена Лианой Ёнг.[7]
- Паладин — крестоносец из Церкви Закарум, сражающийся во славу Света. Он является частью сил, что победили армию короля Леорика в первом Diablo, хотя его Орден в конечном итоге был совращён Мефисто, Владыкой Ненависти. Чтобы отразить его святую природу, боевые навыки ревностного паладина варьируются от фанатичных атак до небесных ударов молнии. Его навыки разделены на Боевые умения, Защитные и Наступательные ауры. Его ауры обладают рядом способностей, таких как увеличение урона, сопротивление магическим атакам или усиление защиты. Большинство аур затрагивают всех членов группы и союзников или всех врагов в зоне действия. Паладин очень искусен в использовании щита и является единственным персонажем, который может использовать его в качестве оружия. Паладин также имеет специальные навыки для уничтожения нежити. Озвучен Ларри Скоттом.[7]

Два дополнительных класса персонажей, Друид и Ассасин, были добавлены в расширении.
- Ассасин (Убийца) — владеет навыками установки ловушек и вызова своей тени. Есть навыки для ударов ногами и навыки, усиливающие удары ногами (на обуви урон не указан), а также навыки для атак катарами. Количество здоровья с уровнем растёт немного быстрее, чем количество маны. Озвучена Кэрри Гордон.
- Друид — самый универсальный воин, которому служат как звери и птицы, так и лесные духи, помогающие ему в бою. Может превращаться в волка — быстрого и сильного. А может в медведя — крепкого и живучего. К тому же владеет стихией холода и огня. Изначально усилена живучесть, а сила — наоборот. Количество маны с уровнем растёт немного быстрее количества здоровья. Озвучен Майклом Беллом.

Также к игроку может присоединиться персонаж под управлением компьютера. Это может быть лучница, копьеносец или маг.

### Многопользовательский режим
В Diablo II есть возможность играть одновременно несколькими игроками. Используется клиент-серверная технология. Можно играть либо персонажами из одиночной игры, уязвимыми для читерства (в этом случае условный одноразовый «сервер» создается игровым клиентом одного из игроков), либо персонажами, созданными на специальном многопользовательском сервере (Realm), хранящем все игровые данные у себя и таким образом защищающем их от читерской модификации. В качестве такого сервера могут выступать как официальные сервера battle.net, так и другие. Существующие на данный момент русскоязычные сервера: Rubattle.net и Alkar Realms. Одновременно находиться в одном игровом мире могут не более 8 персонажей. В случае игры на выделенном сервере одновременно существующих игровых миров, как правило, намного больше одного.
Особенности:
- При игре несколькими игроками увеличивается количество здоровья монстров и количество опыта, дающегося за их убийство.
- У игроков есть возможность как дарить друг другу вещи, так и торговать ими через защищенное окно торговли.
- Игроки могут обмениваться сообщениями как в самих играх, так и в общих чатах сервера.
- Игроки могут объединяться друг с другом в альянсы или враждовать (PvP).

Дополнительные особенности при игре на выделенном сервере:
- Атрибуты персонажа и его вещи хранятся на сервере, а не в файле на локальном компьютере, доступном для манипулирования.
- Существует рейтинговая таблица top-1000 персонажей по количеству набранного опыта.

Изначально персонажи нейтральны, но они могут как кооперировать свои усилия (Party), так и противостоять друг другу (Hostile).
Для кооперации необходимо согласие обеих сторон, при этом:
- Часть магий и заклинаний распространяется на дружественных игроков и существ (например, кличи варвара или ауры паладина). Их использование может облегчить совместное прохождение различными персонажами.
- Дружественные игроки делят опыт за убийство монстров.
- Могут совместно выполнять большинство заданий. Например, задание убить какого-то конкретного монстра засчитывается не только тому, кто его выполнил, но и всем «помогавшим» дружественным персонажам, которые находились на момент убийства в непосредственной близости от выполнявшего.

Находясь в городе, игрок может объявить о своей враждебности к другому персонажу или к нескольким. После подобного «объявления войны» игроки становятся враждующими и, в отличие от нейтральности, могут наносить друг другу урон, а, значит, могут и убить, но только за пределами города. Если персонаж убит не монстром, а другим персонажем, то в качестве трофея за убийство с трупа выпадает предмет «ухо» с указанием уровня и имени убитого персонажа.
Режим враждебности используется для проведения дуэлей между персонажами. Использование для атак врасплох искусственно затруднено: потенциальная жертва предупреждается о появлении враждебного персонажа, атаковать можно за городом, а объявлять вражду только в городе, при объявлении закрываются телепорты, открытые героем.

## Сюжет
Сюжет игры разворачивается после событий первой части, в мире Санктуария. В Diablo неназванный воин победил Диабло и попытался удержать сущность Владыки Ужаса в собственном теле, однако был совращён духом демона, что послужило причиной пришествия демонов в мир в месте его нахождения и последующего его опустошения ими.
Группа авантюристов, проходящая через Лагерь Разбойниц, слышат эти истории о разрушениях и решают найти причину зла, начиная с совращённого «Тёмного Странника». По мере развития сюжета раскрывается правда о развращении воина: камни душ изначально предназначались для пленения Великих Воплощений Зла после изгнания их в мир смертных Младшими Воплощениями Зла. С осквернённым Диабло камнем душ демон способен контролировать Тёмного Странника и пытается освободить своих братьев — Мефисто, Владыку Ненависти и Баала, Владыку Разрушения. Баал, соединённый с хорадримским магом Тал Раши, заключён в гробнице недалеко от Лут-Голейна. Мефисто находится в заключении в восточном храме Кураста.
По мере развития истории кат-сцены показывают путешествие Тёмного Странника от лица бродяги Мариуса, следующего за ним. Игрок осознаёт, что цель Тёмного Странника заключается в объединении с Баалом и Мефисто. История разделена на 4 акта:
I Акт
Авантюристы спасают Декарда Каина, заключённого в разрушенном Тристраме, и начинают погоню за Тёмным Странником. Тот имеет в подчинении одно из Младших Воплощений Зла, Андариэль, Деву Мучений, которая совращает Сестёр Незримого Ока (Разбойницы) и захватывает их родовой монастырь, чтобы использовать его как опорную базу сил Ада. Авантюристы расправляются с Андариэль и следуют за Странником на восток.
II Акт
Пока авантюристы ищут в восточной пустыне гробницу Тал Раши, Тёмный Странник добирается туда первым. Баал, сломивший душу Тал Раши, обманывает Мариуса мольбами о помощи, заставляя вынуть из него камень души; Архангел Тираэль, увидевший это, поручает Мариусу доставить камень души в Ад, чтобы уничтожить его, а затем Тёмный Странник и Баал пленяют Архангела Справедливости и оставляют под охраной Дюриэля, Владыки Боли, с которым авантюристы расправляются.
III Акт
Тёмный Странник и Баал ищут Мефисто в Святилище Кураста. Будучи заключённым под храмом, Мефисто смог развратить Высший совет Закарума и взять регион под свой контроль. Пока авантюристы пробиваются в храм, Мефисто воссоединяется со своими братьями; трое открывают портал в Ад, Тёмный Странник теряет свою человеческую форму, становится демоном Диабло и проходит через портал. Авантюристы прибывают позже, побеждают Мефисто, который остался охранять портал, и забирают его камень души.
IV Акт
Авантюристы настигают Диабло в Аду и убивают Владыку Ужаса, а затем уничтожают камни душ Мефисто и Диабло в Адской Кузне, предотвращая их возможное возвращение из небытия.
В эпилоге Мариус, ведя разговор в тюремной камере, считает себя слишком слабым, чтобы отправиться в Ад, и что он боится воздействия камня на него. Он отдаёт камень души своему посетителю, которым оказывается Баал, последнее выжившее Высшее Зло, теперь владеющее собственным камнем души. Злодей убивает Мариуса и поджигает тюремную камеру.
История получает своё продолжение в дополнении Diablo II: Lord of Destruction, где Баал пытается осквернить легендарный Камень Мироздания на горе Арреат. Вернувшись в крепость Пандемоний после победы над Диабло, Тираэль открывает портал и отправляет авантюристов на Арреат, чтобы те остановили злодея.

## Diablo II: Resurrected
Resurrected — обновленная версия игры (ремастер) — была выпущена для Windows, игровых консолей Nintendo Switch, PlayStation 4, PlayStation 5,  Xbox One и Xbox Series X. Resurrected не является новой игрой-ремейком — это скорее надстройка над оригинальной игрой; в приложении Resurrected запускается и собственно оригинальная игра Diablo II на старом движке, и все игровые взаимодействия проходят в ней, тогда как Resurrected лишь дорисовывает «над» ней новую визуальную часть. Игрок может переключаться между старой и новой графикой одним нажатием клавиши. В отличие от оригинала, Resurrected не поддерживает игру по локальной сети с подключением по протоколу TCP/IP, но позволяет игрокам — в том числе и с разных платформ — играть вместе через интернет на выделенных серверах Blizzard. В игровой процесс Diablo II для версии Resurrected были внесены мелкие улучшения — например, общий сундук, которым могут напрямую пользоваться персонажи из разных прохождений, или всплывающие панели сравнения, позволяющие быстро сопоставить характеристики двух предметов.

## Восприятие

### Награды
| Сводный рейтинг                | Сводный рейтинг                                                   |
| Агрегатор                      | Оценка                                                            |
| ------------------------------ | ----------------------------------------------------------------- |
| GameRankings                   | 88,58 % (ПК) 83 % (Mac)                                           |
| Metacritic                     | 88/100(PC)                                                        |
| Иноязычные издания             |                                                                   |
| Издание                        | Оценка                                                            |
| GameSpot                       | 8,5/10,0                                                          |
| GameSpy                        | 86/100                                                            |
| IGN                            | 8,3/10,0                                                          |
| Русскоязычные издания          |                                                                   |
| Издание                        | Оценка                                                            |
| Absolute Games                 | 70/100                                                            |
| Награды                        |                                                                   |
| Издание                        | Награда                                                           |
| Книга рекордов Гиннесса        | Наиболее быстро продаваемая компьютерная игра за всё время (2000) |
| Interactive Achievement Awards | Игра года для компьютера (2001)                                   |
| Interactive Achievement Awards | Ролевая игра года для компьютера (2001)                           |
| Interactive Achievement Awards | Игра года (2001)                                                  |
| PC Gamer                       | #16 "50 Лучших игр за всё время" (2005)                           |
| PC Gamer                       | #82 "Топ 100 игр" (2007)                                          |
| Computer and Video Games       | #25 "101 Лучшая игра за всё время" (2005)                         |
| GamePro                        | #11 "32 Лучшие игры для ПК" (2008)                                |
| Destructoid                    | #7 "Лучшие видеоигры десятилетия" (2009)                          |
| IGN                            | #6 "Топ 10 РПГ всех времён" (2012)                                |

Выпуск Diablo II был для Blizzard очень успешным. Сайт GameSpot присвоил игре звание «Выбор читателей 2000» в категории «Ролевая игра года». Игра удостоилась записи в Книге рекордов Гиннесса (в редакции «2000 edition») как самая быстро распродаваемая игра из когда-либо продававшихся с результатом более чем в 1 млн проданных экземпляров после первых двух недель продаж, к январю 2001 года по всему миру было продано 2,75 млн копий. В 2018 году Diablo II заняла 8-е место в списке 100 лучших видеоигр всех времен журнала Game Informer.